# Michael Amador
Michael Amador es un personaje ficticio de la serie de televisión 24.

## Previo a Temporada 3
Stephen Saunders contrata a Amador y a Marcus Alvers para que consigan un arma biológica. Saunders también quiere que liberen el virus en un hotel. Pero Amador quiere utilizar en secreto el virus para sacar más dinero. Para llevar a cabo sus planes establece contacto con Jack que quiere el virus en nombre de los Salazar, esperando poder interceptarlo y con Nina Myers que también quiere el virus en nombre de otro comprador. Organiza una subasta sin que los compradores lo sepan que hay alguien más interesado. Amador planea asesinar al comprador y no entregarle el virus.

## Temporada 3
Al llegar Jack a la reunión le informa que Nina también quiere el virus. Nina ofrece más dinero y se lo vende a ella. Realiza el intercambio sin saber que Nina está bajo el control de Jack. Cambia el vial de virus por una bomba y cuando la UAT le persigue tiende una emboscada a sus unidades y vuelve a Los Ángeles para entregar el virus a Marcus Alvers, un biólogo que lo manipula para que mate más rápido. 
Poco después se reúne con Saunders que le recrimina haber creído a Jack y le informa que hasta que Alvers no libere el virus en el hotel no cobrara. Cloe le localiza a través de una de sus cuentas y es detenido. Aunque él se niega a hablar. Jack le deja escapar para que le lleve a su jefe. Este llama a Saunders para que le ayude a escapar. Cuando llega al punto de reunion un coche le está esperando cuando entra explota una bomba Saunders conocía a Jack y sabía que le seguía.
- Datos: Q6012707